# Brasinorhynchus
Brasinorhynchus is een geslacht van uitgestorven afgeleide stenaulorhynchine reptielen, bekend  van de Santa Maria-formatie uit het late Midden-Trias (Ladinien) van Rio Grande do Sul in Brazilië. Het bevat als enige soort Brasinorhynchus mariantensis.

## Ontdekkingsgeschiedenis en naamgeving
Brasinorhynchus mariantensis is bekend van twee exemplaren, waaronder het holotype UFRGS-PV-0168-T, een complete schedel, atlas, draaier en derde halswervel en het paratype UFRGS-PV-0315-T, een rechterbovenkaaksbeen en onderkaak, beide gehuisvest in de paleontologische collectie van gewervelde dieren van de Universidade Federal do Rio Grande do Sul in Porto Alegre-Brazilië. De exemplaren werden verzameld op dezelfde locatie, langs de weg RS-240 nabij de stad Porto Mariante, 28 kilometer ten oosten van Venâncio Aires, in de gemeente Bom Retiro do Sul. Sinds de eerste beschrijving door Langer & Schultz (2000) stond het in de wetenschappelijke literatuur bekend als de 'Mariante Rhynchosaur', verwijzend naar de stad Porto Mariante. Het werd uiteindelijk door Cesar Leandro Schultz, Max Cardoso Langer en Felipe Chinaglia Montefeltro in 2016 benoemd als Brasinorhynchus mariantensis. De geslachtsnaam Brasinorhynchus komt van het Portugese 'brasino' dat wordt gebruikt voor rode paarden in Zuid-Brazilië in verwijzing naar de rode kleur van de fossielen en hun gelijkenis met een paardenschedel, en van het Griekse 'rhynchos' dat 'snavel' betekent, een algemeen achtervoegsel voor rhynchosauriër-geslachten. De soortaanduiding heeft zijn oorsprong in de oude bijnaam van de exemplaren, de 'Mariante Rhynchosaur'.

## Beschrijving
Brasinorhynchus mariantensis is uniek onder andere bekende rhynchosauriërs door een contact tussen de prefrontale en postfrontale botten te bezitten dat de voorhoofdsbeenderen van de oogkas uitsluit. Een fylogenetische analyse vond het in een geavanceerde positie met de Stenaulorhynchinae als het zustertaxon van Stenaulorhynchus stockleyi uit het Laat-Anisien van de Manda-bedden, Tanzania. Brasinorhynchus mariantensis komt voor in de plaats Mariante 1 die losse dicynodonte resten opleverde, wat in de buurt van Mariante 2 ligt dat meer volledig materiaal opleverde dat toegewezen kon worden aan Dinodontosaurus, die beide behoren tot de bedden van de Alemoa-afzetting van de formatie. Dit plaatst Brasinorhynchus mariantensis in de Dinodontosaurus Assemblage Zone uit het Ladinien, waardoor het de jongste bekende stenaulorhynchine is.